# Heinrich Böll

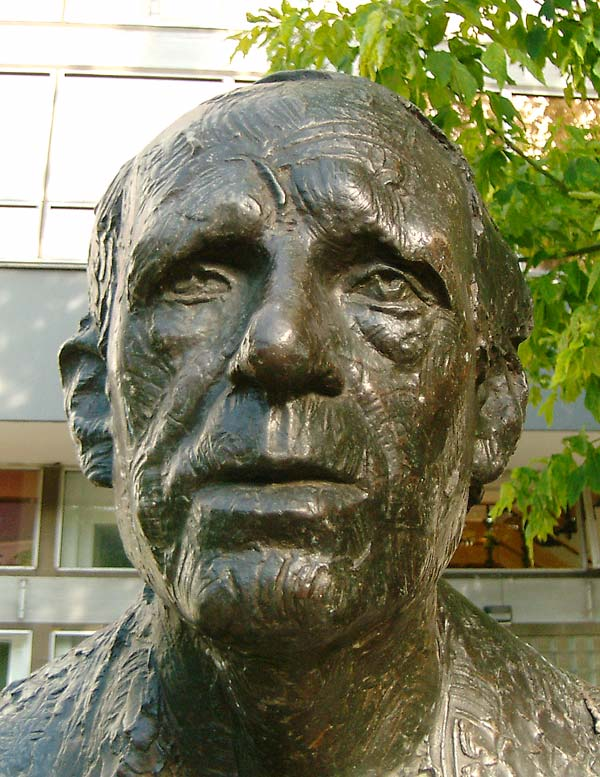
Heinrich Böll (monument in Berlijn, Duitsland)

Heinrich Theodor Böll (Keulen, 21 december 1917 – Langenbroich, 16 juli 1985) was een van Duitslands belangrijkste schrijvers van na de Tweede Wereldoorlog.

## Biografie
Böll werd geboren als zoon van een meubelmaker van hoofdzakelijk kerkmeubilair en groeide op in een liberale, katholieke en pacifistische familie. Hij weerstond de verleiding om zich aan te sluiten bij de Hitlerjugend, tijdens de dertiger jaren. De nazi's waren aan de macht en Böll zag hoe artiesten en schrijvers werden vervolgd en monddood gemaakt. De tonelen van inquisitionele boekverbrandingen zouden hem zijn leven lang bijblijven en zijn inzet voor de vrije meningsuiting steeds weer voeden.
Böll werkte eerst in een boekhandel, en ging vervolgens Duits studeren aan de universiteit van Keulen. Hij diende gedurende de tweede wereldoorlog in de Wehrmacht en vocht als soldaat tijdens de Duitse inval in Nederland, en in Frankrijk, Roemenië, Hongarije en de Sovjet-Unie. Böll raakte viermaal gewond en werd uiteindelijk krijgsgevangen genomen door Amerikaanse soldaten in april 1945. Hij werd naar een krijgsgevangenenkamp in Frankrijk gestuurd. Böll moest nog regelmatig voor zijn verwondingen in het ziekenhuis worden opgenomen; hij had onder andere al zijn tenen verloren door de kou.
Na de oorlog keerde hij terug naar Keulen, ging er germanistiek studeren — intussen kwam hij aan de kost als timmerman — en werd ambtenaar. En hij begon te schrijven. Vanaf 1951 kon Böll echt van zijn pen leven, als auteur en als vertaler. Hij zou in zijn geboortestad blijven wonen, op een relatief kort verblijf in Ierland na (Irisches Tagebuch - 1957).
Zijn eerste roman, Der Zug war pünktlich, werd in 1949 gepubliceerd. Het is het verhaal van een jonge militair, die met de dagelijkse treinlading kanonnenvlees vanuit het Ruhrgebied naar het oostfront vertrekt, in het besef dat hij een wisse dood tegemoet gaat. Vele romans, korte verhalen, hoorspelen en essays volgden. In 1972 ontving Böll in Stockholm de Nobelprijs voor Literatuur, als eerste Duitser sinds Nelly Sachs, in 1966. Zijn werk is in meer dan 30 talen vertaald en hij is een van Duitslands meest gelezen schrijvers.
Zijn bekendste werken zijn het uitzichtloze Billard um halb zehn (1959)  en Ansichten eines Clowns uit 1963 waarin hij, via een rebelse hoofdfiguur, afrekent met burgerlijke, conservatieve waarden als gezin, staat en kerk. Bölls verhouding met de katholieke kerk is steeds problematisch geweest. Hij was gelovig, maar verwierp de onfeilbaarheid van de paus. Hij stond wantrouwig tegenover de officiële kerk, die hij verweet geen weerstand te hebben geboden tegen het (nazi)regime, en die hij daarmee verantwoordelijk achtte voor de menselijke misère in de naoorlogse Duitse maatschappij. En ten slotte Gruppenbild mit Dame (1971), waarin hij ambitieuzen, notabelen  en arrivisten (carrièrejagers) te kijk zet.
Direct na de oorlog begon Böll met het verwerken van de herinneringen aan de Nazi-tijd. Hij schreef over het effect – materieel en psychologisch – van de oorlog op het leven van de gewone man, in zijn werk de held van het verhaal. De slechteriken waren autoritaire figuren zoals de overheid, het bedrijfsleven en de Kerk. Hij maakte ze belachelijk op humoristische, soms zeer zwartgallige wijze. Zijn onderwerpen waren het gebrek aan moed, de egocentrische mentaliteit en het machtsmisbruik van de autoriteiten. Zijn toegankelijke stijl maakte hem na de oorlog favoriet voor de Duitse lesboeken. Zijn werk wordt "Trümmerliteratur" (Trümmer=ruïnes) genoemd.
Böll werd erg beïnvloed door de nazi-intocht in zijn stad, Keulen, waaruit de nazi's hem ook nog verbanden. Ook was hij  geschokt door de vernietiging van de stad door de geallieerde bombardementen. In zijn leven onderhield hij talloze relaties met Keulse stadgenoten, rijk en arm. Toen hij weer eens in een ziekenhuis lag, klaagden de zusters over de "laaggeklasseerden" die hun vriend Heinrich Böll kwamen bezoeken.
Hij was van 1971 tot 1974 president van de International P.E.N. Böll reisde veel als vertegenwoordiger van een nieuw, niet-nazi-Duitsland. Zijn verschijning en houding vormden een groot contrast met het bazige en agressieve type Duitser tijdens het Derde Rijk. Böll was vooral succesvol in Oost-Europa, door de vermeende donkere kant van het kapitalisme in zijn boeken. Alleen al in de Sovjet-Unie werden miljoenen van zijn boeken verkocht. In 1967 ontving hij de Georg-Büchner-Preis. Samen met Günter Grass en Siegfried Lenz wordt Böll in Duitsland gerekend tot de naoorlogse Grote Drie. Zijn romans behoren tot de wereldliteratuur.
Böll overleed in 1985 op 67-jarige leeftijd in zijn woning te Langenbroich. Na zijn dood werd het huis in 1991 in gebruik genomen als het Heinrich-Böll-Haus, een centrum voor tijdelijk onderdak (4-6 maanden) en voor ondersteuning van schrijvers, dichters en aanverwante kunstenaars.
De herinnering aan Böll leeft onder andere voort in de Heinrich-Böll-stichting, en in het speciaal ingerichte Heinrich-Böll-archief in de bibliotheek van Keulen. Een groot gedeelte van de literaire nalatenschap raakte beschadigd, toen het bibliotheekgebouw in maart 2009 instortte. Sinds 1985 heet de Literatuurprijs van de Stad Keulen de Heinrich-Böll-Prijs.

## Verschenen na overlijden
- 1985: Frauen vor Flusslandschaft, Roman in Dialogen und Selbstgesprächen (In het Nederlands vertaald als Vrouwen voor rivierlandschap, roman in dialogen en zelfgesprekken)
- 1986: The Stories of Heinrich Böll (Amerikaanse uitgave)
- 1992: Der Engel schwieg (In het Nederlands vertaald als De engel zweeg)
- 1995: Der blasse Hund (ongepubliceerde verhalen uit 1937 en 1946–1952)
- 2001: Briefe aus dem Krieg 1939-1945 (In het Nederlands vertaald als Brieven uit de oorlog 1939-1945)
- 2002: Kreuz ohne Liebe (geschreven in 1946–1947)

## Vertalingen
- 1988: Verzamelde verhalen 1947-1955 (heruitgaven van vertalingen en niet eerder vertaalde verhalen)
- 1988: Verzamelde verhalen 1956-1983 (heruitgaven van vertalingen en niet eerder vertaalde verhalen)
- 2011: The Collected Stories (heruitgaven van vertalingen)